# Lordul John
Lordul John este o poezie scrisă de George Coșbuc. Face parte din volumul Balade și idile, publicat în 1893.